# فيديو مركب

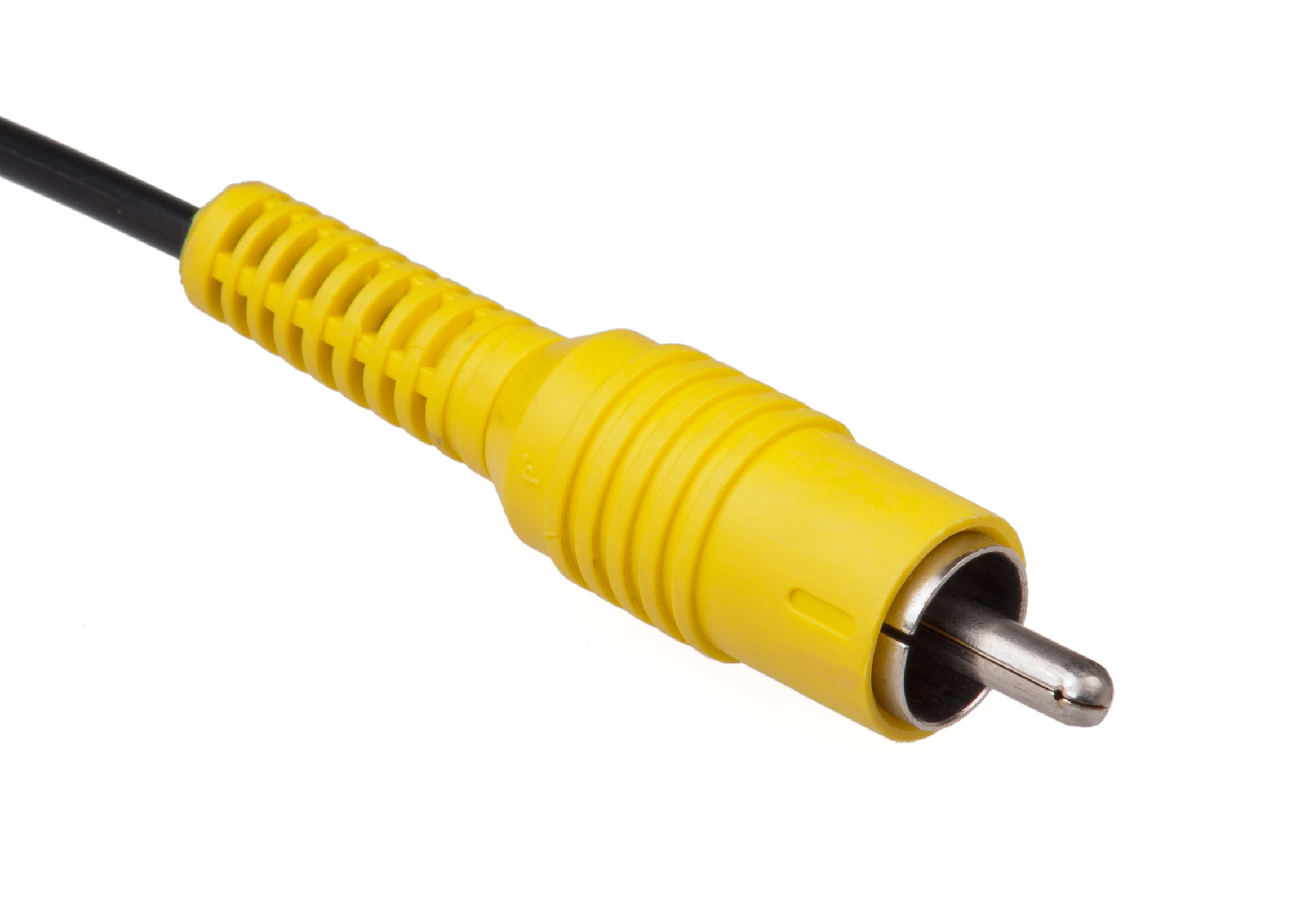
موصل آر سي أي الأصفر يستخدم عادة للفيديو المركب

فيديو مركب (بالإنجليزية: Composite video)‏ هو نقل فيديو تناظري (بدون صوت)، حيث يكون الفيديو قياسي الدقة عادة بدقة 480i أو 576i. يتم ترميز معلومات الفيديو على قناة واحدة. الفيديو المركب عادة يكون في صيغ قياسية مثل إن تي إس سي، بال وسيكام.